# 哥倫比亞猛獁
哥倫比亞猛獁（英語：Columbian mammoth ，學名：Mammuthus columbi）是一種猛犸象。更新世晚期分布在北美洲，身上沒有像真猛獁那樣的毛，哥倫比亞猛獁於1.25萬年前滅絕。

## 描述
哥倫比亞猛獁棲息于草原或稀樹草原，类似于现代非洲象。大型雄性可高达3.7-4.0公尺(12-13英尺)，體重7-9公噸（7.7-9.9短吨），螺旋状的象牙可長達4.25公尺（13.9英尺）。
据信是屬於哥伦比亚猛犸的毛发发现在犹他州 Bechan Cave，这里同时也发现了猛犸象的粪便。其中一些毛发比较粗糙，與真猛犸的毛髮相同。但是这个地点太过靠南，以至於不可能有真猛犸存在。關於這種猛犸的毛皮密度和分佈情況至今未明。

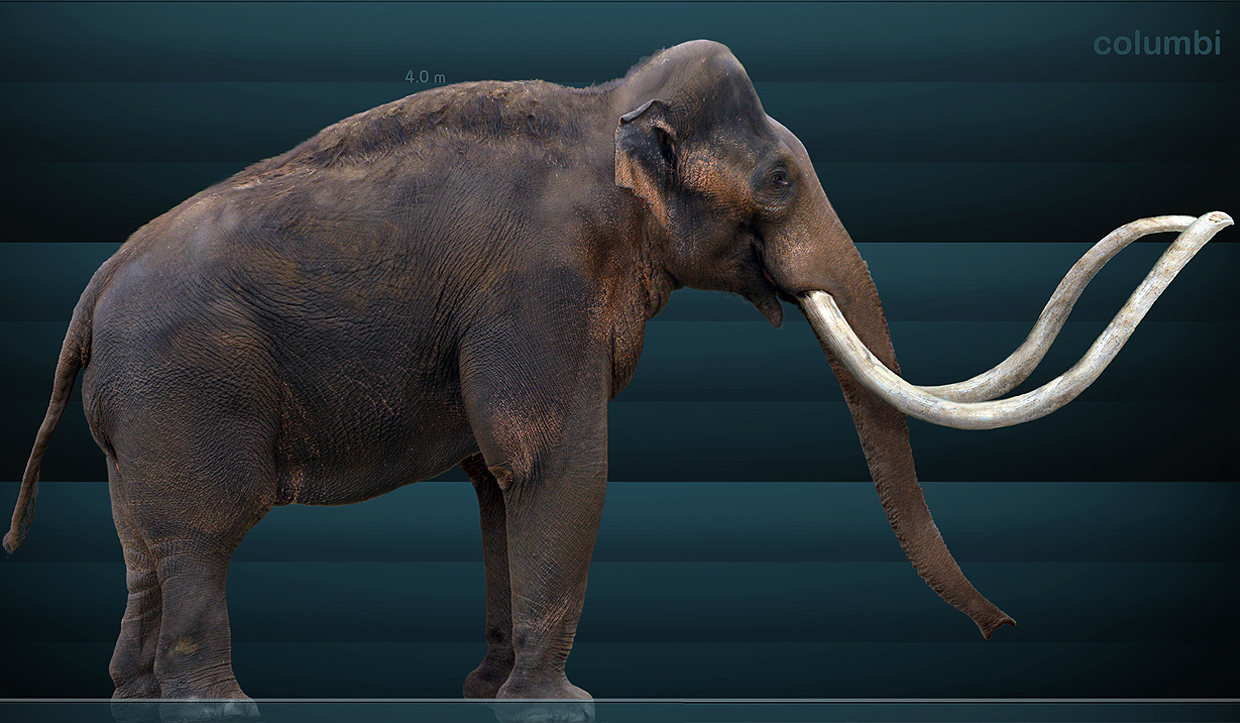
復原的哥倫比亞猛獁

## 化石
在美國洛杉磯的拉布雷亞瀝青坑發掘出許多哥倫比亞猛獁完整的化石。

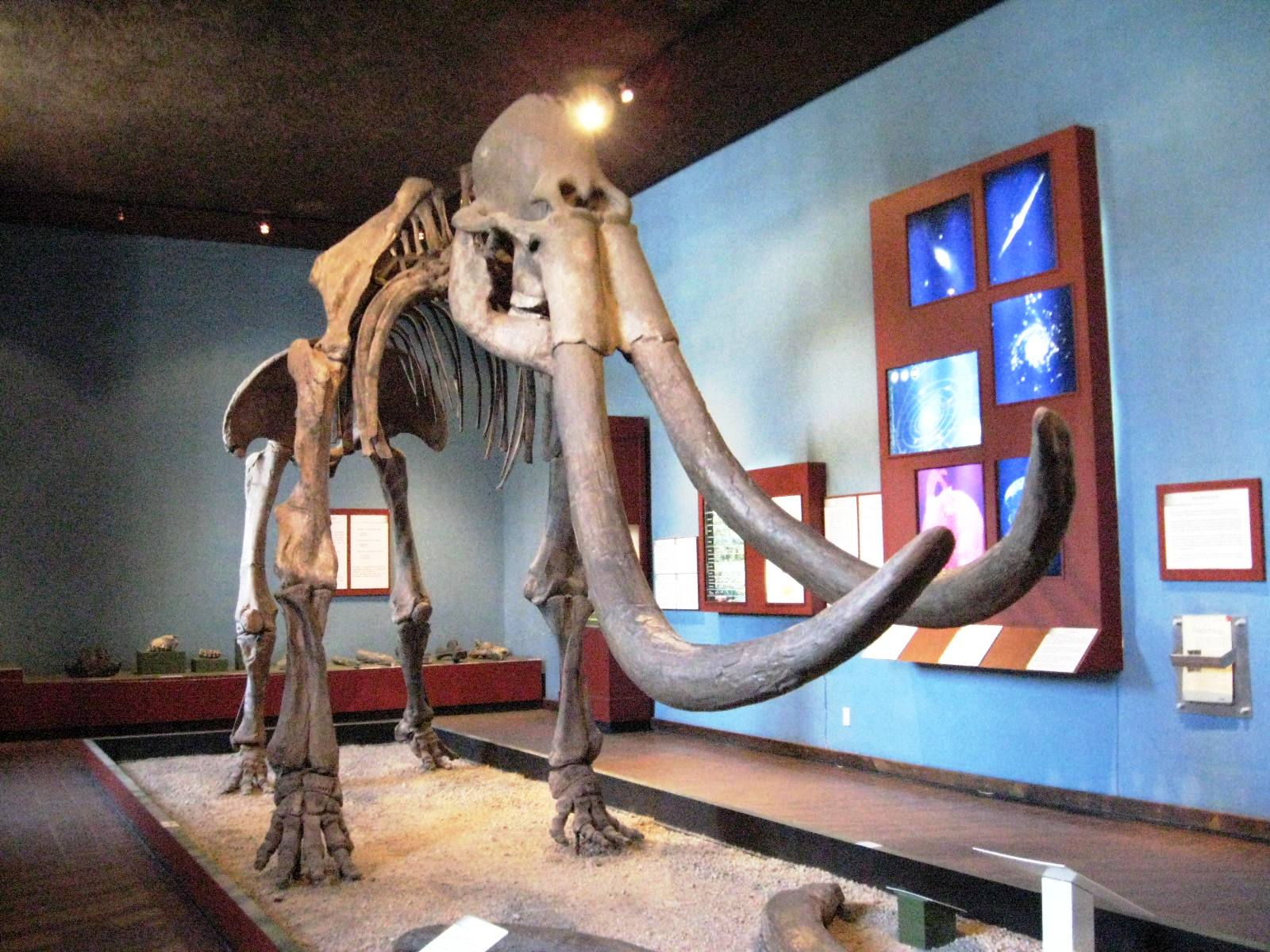
哥倫比亞猛獁的化石

## 棲息與分布地區

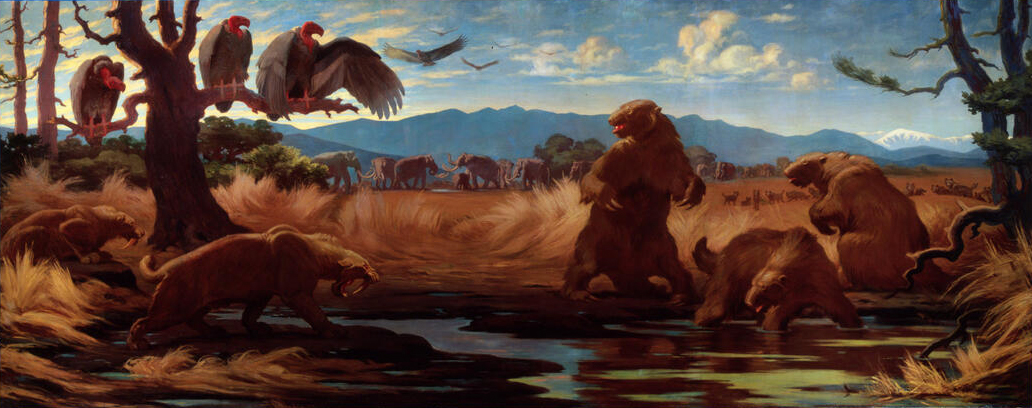
拉布雷亞瀝青坑當地生態系復原圖，在背景中可見哥倫比亞猛獁象群，由查爾斯·R·奈特於 1921 年繪製

哥倫比亞猛獁棲息於北美洲南部，包括美國北部、墨西哥、至哥斯大黎加地區。1963 年，曾於哥斯大黎加發現哥倫比亞猛獁的臼齒化石，然而該樣本現已遺失。哥倫比亞猛獁棲息地區的生態系多樣性遠多於北部猛瑪象生活的地區（猛瑪平原），包括草原、疏林草原、山楊稀樹草原與少許的林地地區。雖然猛瑪並不偏好森林，但是破壞樹木的行為卻能幫助其他生活於草原的動物取得森林中的食物來源。在北美洲的少數地區同時發現有哥倫比亞猛獁與其他猛瑪象的化石，包括南達科他州的溫泉城猛瑪遺址。不過目前尚未確定哥倫比亞猛瑪與其他猛瑪象為共域或是猛瑪象是在該地區的哥倫比亞猛瑪消失後才出現。
哥倫比亞猛獁與其他已滅絕的更新世哺乳類（雕齒獸、斯劍虎、地懶、擬駝、乳齒象）、馬、水牛棲息於相同的地區。在地層年代埃爾廣登階早期的德州及新墨西哥州，發現哥倫比亞猛獁曾與兩種長鼻目物種共同棲息：劍乳齒象及居維象。